# 運動公園前駅
運動公園前駅（うんどうこうえんまええき）は青森県弘前市大字豊田2丁目にある、弘南鉄道弘南線の駅である。駅番号はKK 03。
かつては冬季に休業していたが、周辺が開発されたため通年営業となった。

## 歴史
- 1977年（昭和52年）9月10日：開業。

## 駅構造
単式ホーム1面1線を持つ地上駅。弘前東高前方の弘前市運動公園に直接通じる出入口付近に待合室と乗車券発売所があるが閉鎖されている。無人駅であるが、かつては弘前市運動公園での行事開催日に駅員が派遣されていたこともある。

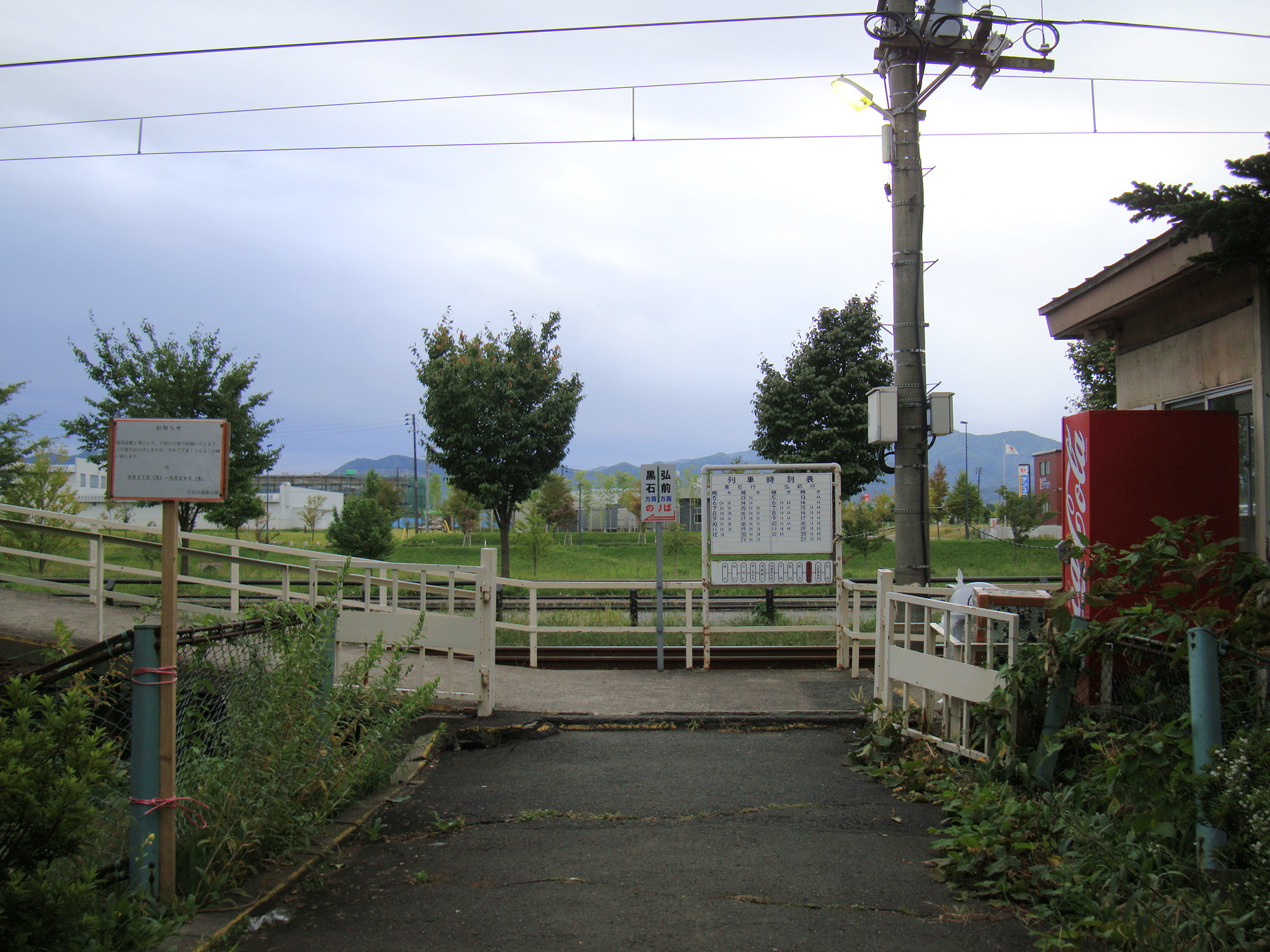
運動公園側出入口
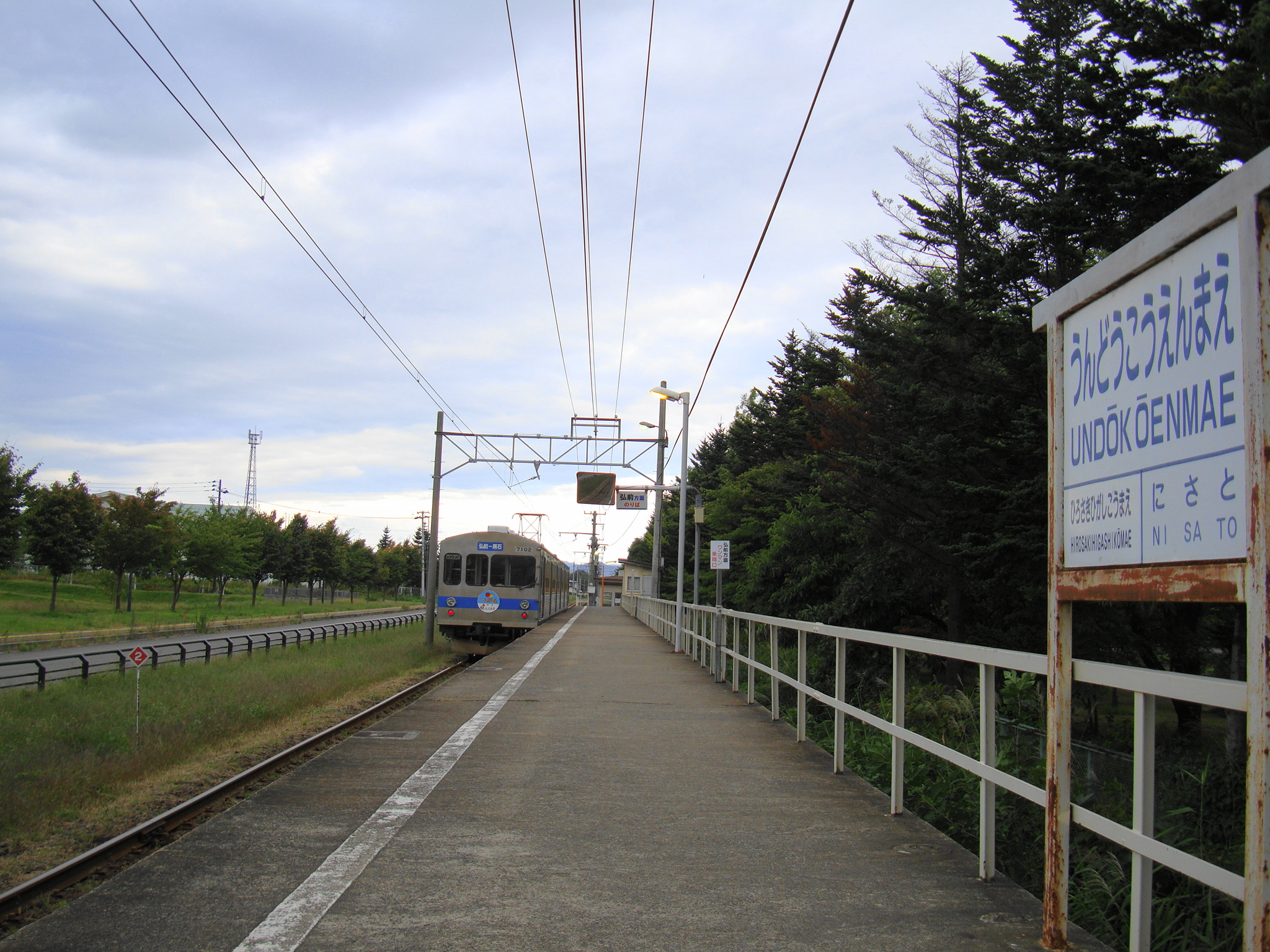
ホーム

## 利用状況
| 1日乗降人員推移 | 1日乗降人員推移 |
| 年度            | 1日平均人数     |
| --------------- | --------------- |
| 2011年          | 182             |
| 2012年          | 194             |
| 2013年          | 212             |
| 2014年          | 198             |
| 2015年          | 200             |
| 2016年          | 191             |
| 2017年          | 247             |
| 2018年          | 129             |
| 2019年          | 136             |
| 2020年          | 212             |
| 2021年          | 179             |

## 駅周辺
- 弘前市運動公園
  - 青森県武道館
  - 弘前市運動公園野球場
  - サンライフ弘前
- 弘前市立豊田小学校
- 健生病院
- オフィス・アルカディア
  - 弘前医療福祉大学
  - 弘前脳卒中救急医療センター
- いとく アルカディア店
- ドン・キホーテ 弘前店

## バス路線
- 弘南バス
  - 城東安原線
    - アルカディア入口・安原入口方面 マックスバリュ安原店行
    - アルカディア入口・川先南口・小比内団地・城東中央4丁目・弘前駅城東口方面 さくら野弘前店行

## 隣の駅
弘南鉄道
■弘南線
弘前東高前駅（KK 02） - 運動公園前駅（KK 03） - 新里駅（KK 04）